# Таджикистан на летних Олимпийских играх 2016
Таджикистан на летних Олимпийских играх 2016 года был представлен 7 спортсменами в четырёх видах спорта. В августе 2015 года было объявлено, что все спортсмены Таджикистана, которые примут участие в Играх, получат премию в размере 10 тыс. сомони.
Метатель молота Дильшод Назаров принёс свой стране первую в истории золотую олимпийскую медаль во всех видах спорта.

## Перед стартом Олимпийских игр
iamdifferent  предоставила полный комплект спортивной одежды для национальной олимпийской сборной Таджикистана к летней Олимпиаде Рио-2016

## Медали
| Золото |                 |                                           |            |
| №      | Спортсмены      | Вид спорта (дисциплина)                   | Дата       |
| 1      | Дильшод Назаров | Лёгкая атлетика (метание молота, мужчины) | 19 августа |

## Состав сборной
Бокс
1. Анвар Юнусов

 Дзюдо
1. Мухамадмурод Абдурахмонов
2. Комроншох Устопириён

 Лёгкая атлетика
1. Дильшод Назаров
2. Кристина Пронженко

 Плавание
1. Олим Курбанов
2. Анастасия Тюрина

## Результаты соревнований

### Бокс
Квоты, завоёванные спортсменами являются именными. Если от одной страны путёвки на Игры завоюют два и более спортсмена, то право выбора боксёра предоставляется национальному Олимпийскому комитету. Соревнования по боксу проходят по системе плей-офф. Для победы в олимпийском турнире боксёру необходимо одержать либо четыре, либо пять побед в зависимости от жеребьёвки соревнований. Оба спортсмена, проигравшие в полуфинальных поединках, становятся обладателями бронзовых наград.
Мужчины
| Категория | Спортсмены   | Первый раунд        | Второй раунд                 | Четвертьфинал        | Полуфинал            | Финал                | Место                |
| Категория | Спортсмены   | Соперник Результат  | Соперник Результат           | Соперник Результат   | Соперник Результат   | Соперник Результат   | Место                |
| --------- | ------------ | ------------------- | ---------------------------- | -------------------- | -------------------- | -------------------- | -------------------- |
| до 60 кг  | Анвар Юнусов | CHNШань Цзюнь В 3:0 | BRAР. Консейсан (4) П ТКО R2 | завершил выступление | завершил выступление | завершил выступление | завершил выступление |

### Водные виды спорта

#### Плавание
В следующий раунд на каждой дистанции проходят спортсмены, показавшие лучший результат, независимо от места, занятого в своём заплыве.
Мужчины
| Дистанция                | Спортсмены    | Предварительный раунд | Предварительный раунд | Предварительный раунд | Полуфинал | Полуфинал | Полуфинал | Финал     | Финал |
| Дистанция                | Спортсмены    | Заплыв                | Результат             | Место                 | Заплыв    | Результат | Место     | Результат | Место |
| ------------------------ | ------------- | --------------------- | --------------------- | --------------------- | --------- | --------- | --------- | --------- | ----- |
| 50 метров вольным стилем | Олим Курбанов |                       |                       |                       |           |           |           |           |       |

Женщины
| Дистанция                | Спортсмены       | Предварительный раунд | Предварительный раунд | Предварительный раунд | Полуфинал | Полуфинал | Полуфинал | Финал     | Финал |
| Дистанция                | Спортсмены       | Заплыв                | Результат             | Место                 | Заплыв    | Результат | Место     | Результат | Место |
| ------------------------ | ---------------- | --------------------- | --------------------- | --------------------- | --------- | --------- | --------- | --------- | ----- |
| 50 метров вольным стилем | Анастасия Тюрина |                       |                       |                       |           |           |           |           |       |

### Дзюдо
Соревнования по дзюдо проводились по системе с выбыванием. В утешительные раунды попадали спортсмены, проигравшие полуфиналистам турнира. Два спортсмена, одержавших победу в утешительном раунде, в поединке за бронзу сражались с дзюдоистами, проигравшими в полуфинале.
Мужчины
| Категория    | Спортсмены                | 1/32 финала        | 1/16 финала                  | 1/8 финала           | Четвертьфинал        | Полуфинал            | Финал                | Место |
| Категория    | Спортсмены                | Соперник Результат | Соперник Результат           | Соперник Результат   | Соперник Результат   | Соперник Результат   | Соперник Результат   | Место |
| ------------ | ------------------------- | ------------------ | ---------------------------- | -------------------- | -------------------- | -------------------- | -------------------- | ----- |
| до 90 кг     | Комроншох Устопириён      | не участвовал      | GEOВ. Липартелиани П 000:100 | завершил выступление | завершил выступление | завершил выступление | завершил выступление | 17    |
| свыше 100 кг | Мухамадмурод Абдурахмонов |                    |                              |                      |                      |                      |                      |       |

### Лёгкая атлетика
Мужчины
Дильшод Назаров стал первым спортсменом Таджикистана, получившим право выступить на летних Олимпийских играх 2016 года в Рио-де-Жанейро. 25 мая 2015 года на этапе Гран-при в чешской Остраве он бросил молот на 79,36 м (квалификационный норматив на тот момент был равен 78,00 м). Для Назарова эти Олимпийские игры станут уже четвёртыми в карьере.
Технические дисциплины
| Дисциплина     | Спортсмен       | Квалификация | Квалификация | Финал     | Финал |
| Дисциплина     | Спортсмен       | Результат    | Место        | Результат | Место |
| -------------- | --------------- | ------------ | ------------ | --------- | ----- |
| метание молота | Дильшод Назаров |              |              |           |       |

Женщины
Беговые дисциплины
| Дисциплина        | Спортсмен          | Предварительный раунд | Предварительный раунд | Предварительный раунд | Четвертьфиналы | Четвертьфиналы | Четвертьфиналы | Полуфиналы | Полуфиналы | Полуфиналы | Финал | Финал |
| Дисциплина        | Спортсмен          | Забег                 | Время                 | Место                 | Забег          | Время          | Место          | Забег      | Время      | Место      | Время | Место |
| ----------------- | ------------------ | --------------------- | --------------------- | --------------------- | -------------- | -------------- | -------------- | ---------- | ---------- | ---------- | ----- | ----- |
| бег на 200 метров | Кристина Пронженко |                       |                       |                       | не проводится  | не проводится  | не проводится  |            |            |            |       |       |